# Wojewódzki Szpital Neuropsychiatryczny im. dr. Emila Cyrana w Lublińcu

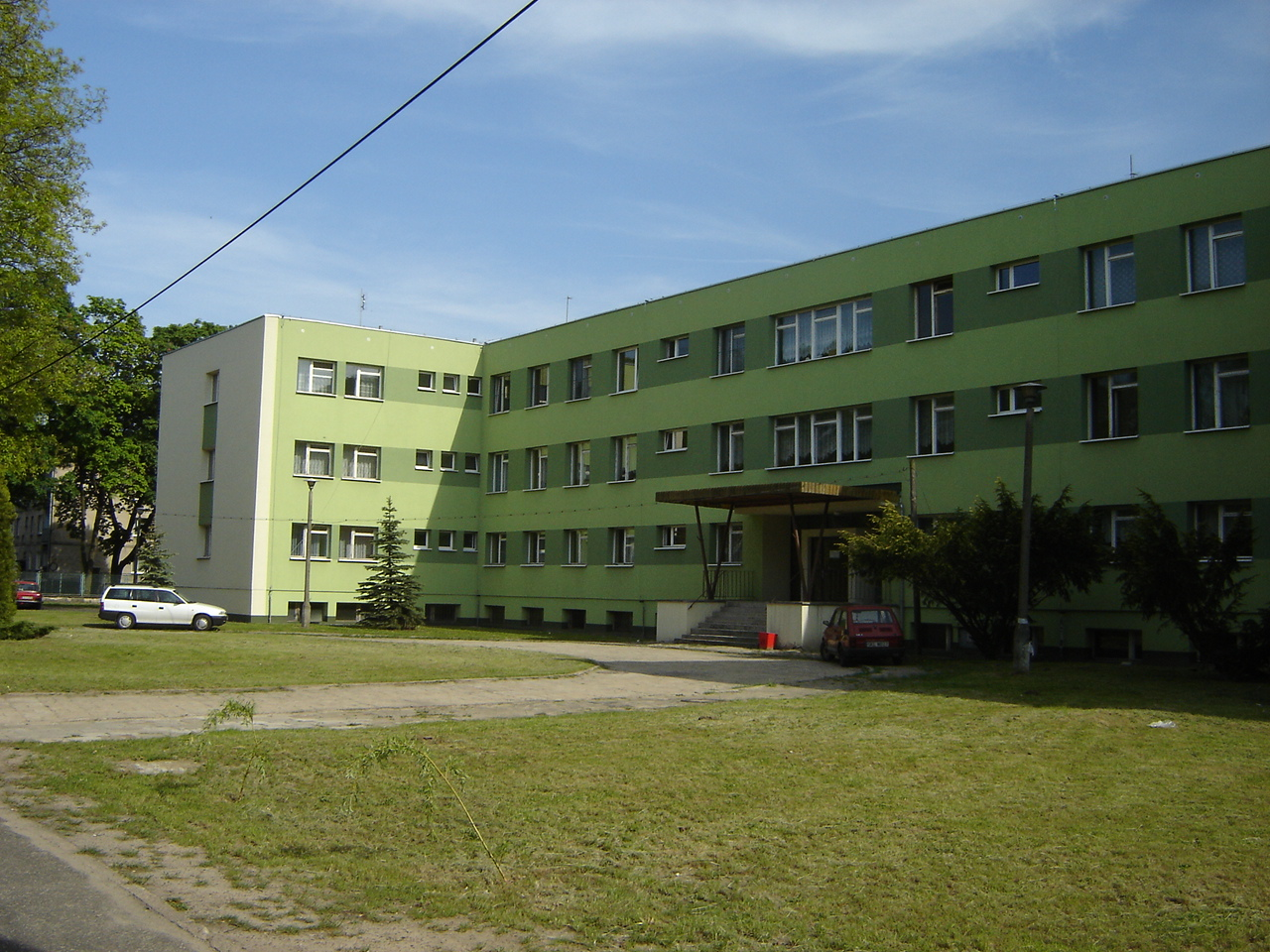

Wojewódzki Szpital Neuropsychiatryczny im. dr. Emila Cyrana w Lublińcu (do 1993 Zakład Psychiatryczny w Lublińcu) – specjalistyczny szpital zajmujący się leczeniem i poradnictwem chorób psychicznych, a także neurologicznych (od 1992) i terapii uzależnień, szczególnie alkoholowych.

## Historia
Jako oddzielna jednostka działa od 1904 roku, wcześniej – od 1894 – szpital ten stanowił część domu poprawczego nosząc nazwę Zakładu dla Idiotów.
W czasie II wojny światowej na terenie szpitala psychiatrycznego dokonano mordu na 194 dzieciach w wieku od 5 do 17 lat, które zabijano zastrzykami z barbituranów.
W latach 1953–2000 w szpitalu działał oddział kliniczny Śląskiej Akademii Medycznej im. Ludwika Waryńskiego w Katowicach.

## Obecnie
Obecnie szpital prowadzi leczenie na oddziałach:
- psychiatrycznych ogólnych,
- psychiatrycznych geriatrycznych,
- psychiatrycznym dzieci i młodzieży (pierwszy taki oddział w Polsce),
- psychiatrycznym rehabilitacyjnym,
- psychiatrycznych dla przewlekle chorych,
- psychiatrycznym – oddział psychiatryczny sądowy,
- leczenia zaburzeń afektywnych,
- detoksykacji,
- uzależnień alkoholowych,
- neurologicznym

oraz w 3 poradniach: Zdrowia Psychicznego, Terapii Uzależnienia od Alkoholu i Współuzależnienia, Neurologicznej.